# BCS 이론
BCS 이론(BCS theory)은 초전도 현상의 원리를 양자역학의 관점에서 설명하는 이론이다. 1911년 오너스에 의해 초전도체가 발견된 이후 초전도의 원리를 설명한 최초의 미시 이론이다. 1957년에 미국의 존 바딘, 리언 쿠퍼, 존 로버트 슈리퍼가 제안했으며, 이론의 이름은 세 사람의 이름 앞글자를 따서 지어졌다. 두 개의 전자가 포논과의 상호작용에 의해 쿠퍼 쌍을 이루고 이에 의한 효과로 저온 초전도체의 초전도 현상이 설명되는 것으로 간주되고 있다.
BCS 이론은 저온 초전도체(type I 초전도체, type 2초전도체)의 성질은 그럴듯하게 설명할 수 있었으나, 고온 초전도체(30K 이상에서 초전도성이 나타나는 물질)를 설명하지 못한다. 새로운 초전도 이론을 찾아내려는 과학자들의 노력이 계속 이루어지고 있으나 아직 오리무중이다.

## 역사
존 바딘과 리언 쿠퍼, 존 로버트 슈리퍼가 1957년에 발표하였다. 이들은 BCS 이론을 발표한 공로로 1972년 노벨 물리학상을 수상하였다.

## 이론
모든 물질 내에 존재하는 전자들은 - 전하를 띠고 있고, 두 개의 전자는 쿨롱의 법칙에 의해 서로 밀어내려는 척력을 가진다. 그런데 초전도체의 온도를 충분히 내리면, 초전도체 내부의 전자들은 서로 밀어내기보다는, 서로 끌어 당겨서 쿠퍼 쌍을 이루는 것이 더 안정된 상태를 이루게 된다. – 전하를 띤 전자가 지나가면 + 전하를 띤 양이온은 전자의 방향으로 인력을 받아서 그 방향으로 움직이게 된다. 하지만 양이온의 질량은 전자의 질량보다 1,800배가량 무겁기 때문에 이동 속도가 전자에 비해 현저히 느리며, 전자가 이미 지나가서 그 자리에 있지 않더라도 무거운 양이온은 쉽게 방향을 전환할 수 없기 때문에 그 방향으로 계속 움직이게 된다. 이렇게 양이온들이 끌려간 곳은 + 전하를 좀 더 많이 띠게 되고, 또 다른 전자는 이 양이온 방향으로 끌어 당겨지게 되는 것이다.
등분배 원리로 생각해보면, 
{\displaystyle {\frac {1}{2}}k_{B}T={\frac {1}{2}}m_{e}v_{e}^{2}={\frac {1}{2}}M_{I}v_{I}^{2}}
{\displaystyle \therefore v_{I}=({\frac {m_{e}}{M_{I}}})^{\frac {1}{2}}v_{e}}
이 되고, 이에 따라 양이온의 속도는 전자의 속도보다 1/100배 정도 느리다는 것을 알 수 있다.
따라서 쿠퍼 쌍은 같은 시간에서 두 전자가 서로 끌어당기는 현상이 아니고, 한 전자의 영향이 양이온에 전달되고, 또 그 영향이 다른 전자에게 전달될 수 있는 시간이 필요한 상호작용인 것이다. 또한 쿠퍼 쌍을 이루는 두 전자간의 거리도 100nm 정도로 양이온 간의 거리인 0.1-0.4 nm 보다 훨씬 멀다. 이러한 현상을 전자-포논 상호작용(electron-phonon interaction)이라고 한다. 이러한 상호 작용은 초전도체의 임계 온도 이하에서 나타난다. 각 물질에 따라 이 임계 온도의 크기가 다르지만, 저온 초전도체의 경우 보통 10K 이하에서 나타난다.
- 항상 페르미 준위 근처의 에너지를 가진 두 전자가 쿠퍼 쌍을 이루게 되며, 이때 {\displaystyle \delta E}만큼 에너지가 낮아져서 안정된 상태를 이룬다.

{\displaystyle \delta E=2E_{F}-E_{pair}=2\hbar \omega _{D}\exp \left(-{\frac {2}{V_{0}N(E_{F})}}\right)}
({\displaystyle \omega _{D}} : debye 진동수, {\displaystyle N(E_{F})} : 페르미 준위에서의 전자 밀도, {\displaystyle V_{0}N(E_{F})\ll 1} : 전자-포논 사이의 약한 인력)
즉, 전자가 한 개씩 따로 움직이는 것보다 쿠퍼 쌍을 이루어서 움직이는 것이 에너지 적으로 더 유리한 상태인 것이다.
- 쿠퍼 쌍의 두 전자는 스핀 1/2을 가진 페르미온이기 때문에 파울리 배타 원리에 의해서 반대 운동량을 가져야 한다. 따라서 모든 쿠퍼 쌍은 운동량 {\displaystyle {\vec {P}}=0}를 가지는 보손과 같이 행동하게 되어 모두 같은 BCS 준위를 가질 수 있다. 이 BCS 준위에 있는 쿠퍼 쌍이 보통 상태의 전자 두개로 쪼개지기 위해서는 어느 정도의 에너지가 필요하게 되는데, 이 에너지 차이를 에너지 갭(energy gap)이라고 한다.

{\displaystyle \Delta (0K)=2\hbar \omega _{D}\exp \left(-{\frac {1}{V_{0}N(E_{F})}}\right)}
2{\displaystyle \Delta }의 에너지가 주어지면 쿠퍼 쌍이 깨질 수 있다.
- BCS 이론에 따르면 초전도체의 임계 온도는 페르미 준위의 전자 밀도{\displaystyle N(E_{F})}와 전자-포논 사이의 상호작용 {\displaystyle V}에 의해서 결정된다. 이 때, {\displaystyle V}는 전기 저항에 의해서 추정될 수 있는데, 이것은 상온에서 전기 저항이 포논에 의해서 결정되기 때문이다.

{\displaystyle k_{B}T_{C}=1.14\hbar \omega _{D}\exp \left(-{\frac {1}{V_{0}N(E_{F})}}\right)}
{\displaystyle k_{B}=9.625\times 10^{-5}\mathrm {eV/K} }는 볼츠만 상수이다. 이 {\displaystyle k_{B}T_{C}}의 결과는 저온 초전도체(type I)의 실험 결과와 거의 일치하지만, 고온 초전도체(type II)의 경우에는 큰 차이를 보인다. 따라서 BCS 이론은 저온 초전도체의 작용 원리를 설명하는 이론이며, 고온 초전도체의 경우에는 다른 이론으로 설명되어야 한다.
- 초전도체에서 전기 저항이 0이 되는 것은 에너지 갭 때문이다. {\displaystyle \delta t}시간 동안 {\displaystyle {\vec {E}}_{0}}의 전기장을 가해주면 쿠퍼 쌍의 운동량이 증가하여, 그 크기는 {\displaystyle {\vec {P}}=\hbar {\vec {K}}=-2e{\vec {E_{0}}}\delta t}가 된다.이 현상은 초전도체 내부에 있는 모든 쿠퍼 쌍에게 적용되며, 이 운동량의 증가는 초전류 밀도에도 영향을 준다. {\displaystyle {\vec {T_{S}}}=-n_{C}{\frac {c\hbar }{m}}{\vec {K}},n_{C}}는 쿠퍼 쌍의 밀도이다. 이 때의 파동함수는 위상만 살짝 바뀔 뿐, 여전히 BCS 준위를 유지하고 있다. 증가한 운동량은 에너지도 {\displaystyle \delta E_{pair}\approx {\frac {p_{f}P}{m}}}만큼 증가시킨다. 전기 저항은 자유 전자와 포논과의 충돌 때문에 생기는데, 전기장에 의한 쿠퍼 쌍의 에너지 증가가 에너지 갭보다 작은 경우, 즉 {\displaystyle 2\Delta -\delta E_{pair}>0}에는 쿠퍼 쌍이 포논과 충돌을 일으키지 않기 때문에 전기 저항이 0이 된다.

- 임계 온도 이하에서 초전도체 내부의 쿠퍼 쌍들은 전기 저항을 느끼지 못하고 운동하므로 굉장히 큰 전류가 흐르게 된다. 이 한계값을 임계 전류 밀도 {\displaystyle J_{C}}라고 하고, 그 크기는 {\displaystyle J_{C}(T)\approx {\frac {2en_{C}\Delta (T)}{p_{f}}}} 가 된다. 이 임계 전류 밀도 {\displaystyle J_{C}}는 임계 자기장 {\displaystyle B_{C}(T)}의 크기에도 영향을 준다. 만약 두께가 {\displaystyle \lambda _{L}}인 저온 초전도체에 전류가 흐르고 있다면, 이에 영향을 받는 임계 자기장은 아래와 같다.

{\displaystyle B_{C}(T)=\mu _{0}\lambda {L}J_{C}(T)\approx {\frac {\mu _{0}\lambda {L}2en_{C}\Delta (T)}{p_{f}}}}
온도 {\displaystyle T=0} 이라도, 초전도체에 걸어준 자기장이 이 임계 자기장보다 크다면, 초전도 현상을 보이지 않고 보통 금속의 성질을 보이게 된다.

## 같이 보기
- 이붕화 마그네슘
- 준입자

## 참고 문헌
- Leon Cooper; Dmitri Feldman (2008). “Bardeen-Cooper-Schrieffer theory”. 《Scholarpedia》 4 (1): 6439. doi:10.4249/scholarpedia.6439.